# Hello Kitty藏屍案
Hello Kitty藏屍案是指1999年5月26日在香港揭發的一宗肢解案，案中23歲女死者樊敏儀因錢債問題，遭多人禁錮於尖沙咀加連威老道31號一幢唐樓的3B單位裡，在遭到多番虐待後傷重死亡，死後被肢解、烹屍，頭顱更被塞進一個美人魚造型的Hello Kitty洋娃娃頭部位置內，其餘軀幹不知所踪，涉案的13歲女童阿芳於案發一個月後將案情告訴社工，並以污點證人身份指控陳文樂、梁勝祖及梁偉倫，三人被控以謀殺、非法禁錮及阻止屍體合法殮葬三項罪名。2000年12月6日，陪審團於裁定三被告謀殺罪名不成立，但誤殺及其餘兩控罪成立，法官阮雲道判處三人終身監禁，是誤殺罪中最嚴厲的判刑，並形容被告極度喪心病狂、殘忍、冷酷無情、墮落、暴力及惡毒，並非人類對待人類所能做出的行為。此案於2003年香港電台「十大轟動案件選舉」中排行第4位，僅次於1982年的雨夜屠夫、1974年跑馬地紙盒藏屍案、及1992年至1993年的屯門色魔案。

## 受害者背景
案中死者樊敏儀生於1976年，從小與其母親相依為命，並有一姑媽感情甚好，自其母改嫁後，她甚少與母親聯絡，只偶爾找姑媽。樊敏儀本性文靜，讀書成績亦不錯，中七預科畢業後任職售貨員，後來於1996年認識一名男子吳志遠，二人一起租房子同居，至1997年搬往麗瑤邨富瑤樓與吳志遠的母親一同居住。任職散工的吳志遠收入不多且染有毒癮，結識了毒品拆家陳文樂，樊敏儀在1997年中與陳文樂進行毒品交易時，被偷去數千元，後來更被要求還款1萬元。樊敏儀偕同吳志遠再與陳文樂理論，陳文樂以有黑社會背景，威嚇二人還款3萬元，並將欠款分期6個月，每月攤還5千元，二人籌錢還款，直到1998年初因樊敏儀誕下兒子而無法工作，一直拖延還款，吳志遠於同年10月進入喜靈洲戒毒所，樊敏儀一家依靠每月五千多元的公援金過活。吳志遠在戒毒所戒毒期間，陳文樂仍迫樊敏儀還債，且強迫她往夜總會任職女公關，樊敏儀其後染上毒癮。

## 案情摘要

### 遇害
樊敏儀於1997年因籌措祖母的醫藥費，偷取首被告陳文樂數千元港幣及其他財物（另一說是指毒品債）共八千元。首被告陳文樂發現後，於是吩咐次被告梁勝祖及第三被告梁偉倫向女受害人追債，女受害人其後已還款四千元，但剩餘四千元欠款因在陳文樂計算利息下已變成三萬元。女受害人為求還清債項，懷孕後仍繼續接客，受害人最後還款一萬四千元，餘下款項仍被三名被告將不斷提高利息，最終女受害人無力償還並嘗試避開三人，因而觸怒三名被告。1999年3月17日梁勝祖及梁偉倫按照首被告要求，將受害人從葵涌麗瑤邨富瑤樓一單位押走，禁錮於尖沙咀加連威老道31號3樓一房內。在該房內，梁偉倫質問受害人為何不還錢、為何不肯回電話，連踢受害人超過50次。三名被告用木板封着該單位的玻璃窗，以食油灌入受害人的口腔，在傷口上塗上辣椒油，逼吞吃糞便及喝尿。被告之後把燒熔的塑膠吸管滴在她的腿上，並命令受害人發出笑聲。受害人開始神志不清，並不時挑起傷口上的焦疤，被告於是以電線緊緊綑纏受害人雙手多個小時，之後又用钢管毆打其雙手。數星期後，女受害人終於支撐不住，陷入昏迷，被告一度以打火機燒她腳部，以測試受害人是否死去。受害人其後被指直接用口吸食冰毒（甲基安非他命），在地上輾轉反側，狀甚痛苦，估計於1999年4月中旬死去，死時臉部浮腫、牙龈流血，全身長滿水泡、傷口灌膿。

### 藏屍
當被告發現樊敏儀已死去後，他們決定將死者肢解，先將屍體搬到浴缸中放血，鋸開骨骼，以膠袋盛著死者的內臟，在浴室中以燙水烚熟，肢解部分載於多個塑膠袋內，後棄置於垃圾站。陳文樂亦在房間內，以煤油爐烹煮死者頭顱，而案發期間鄰居單位發生強姦案，有警員到場調查，他們情急下將部份人體內臟拋出窗外，掉到大廈簷篷，其後並將一個美人魚造型的Hello Kitty洋娃娃割開，取出部分棉花，把死者煮熟的頭骨塞入後縫合。當案件開審後，第一被告陳文樂被指從煲內取出女死者的人頭時，一面將半溶的頭髮扯出，一面說：（乖乖不要動，我幫你打扮！）事後，陳文樂亦吩咐其餘被告將熟肉餵狗，但此項指令有否執行，則不可考，各人隨後四散。藏屍期間，住在樓上一名姓黃的男住客，曾在大廈的熱氣槽上，看到有人影不斷手起刀落，好奇下以攝錄機拍下情景，但有關片段後來已被洗掉。此後，該單位被空置，附近的鄰居卻多次嗅到單位內傳出強烈惡臭，報警求助，但警方到場後認為是垃圾臭氣，未有深入追查。

### 揭發
兇案發生後一個月，九龍馬頭圍女童院（盛康園前身）內一名13歲女童阿芳、亦即第二被告梁勝祖的女友，向社工說自己做著相同的惡夢，夢中有人向她索回自己的頭顱，她向社工傾訴時，將兇案全盤托出，社工於1999年5月24日報警。阿芳是案中的重要污點證人。1999年農曆新年期間，陳文樂邀請她及另一被告到事發單位居住。到處留宿的阿芳，終於有了固定居所。在案發期間，阿芳指有被告人曾以小便射向受害人口腔，又要求阿芳在鞋盒上大便，強逼受害人吃光。
1999年5月26日，九龍油尖警區一隊探員，帶同阿芳到達現場。阿芳疑因懼怕不敢上樓，只在樓下指出案發單位，警員帶備口罩及以膠袋包腳，以防屍蟲咬噬。當單位大門打開後，一陣屍臭味撲鼻而來；開燈後，一個美人魚造型的Hello Kitty洋娃娃就在眼前不遠，倚在走廊牆邊。探員以鐵枝輕刺公仔內收藏的頭顱，感覺內有堅硬物體。由於死者人頭未完全烹熟，洋娃娃仍滲出腥臭血水。單位內亦發現兩個仍未洗淨的不鏽鋼煲及瓦煲，相信是曾經烹煮人頭的器皿。兩煲周圍滿布屍蟲，煲內甚至盛著充滿惡臭的渣滓。法醫到場後，在Hello Kitty洋娃娃內發現一個女性人頭，洋娃娃的棉花滿布屍蟲，頭骨已被人煲熟，由於皮肉及頭髮組織已被破壞，無法進行DNA化驗，齒科法醫梁家駒其後採用「相片重疊法」，將死者生前照片放大，與頭骨作對比，成功確認死者身份。探員最終在現場檢走一批重要證物，包括一個無門冰箱、一把鐵鎚及一個懷疑曾作烹屍用的瓦煲。
警方隨即追捕各被告，期望在記者報導前將兇手拘捕。1999年5月27日，當時首被告陳文樂與妻子阿佩及初生之嬰兒已搬離案發房間，並正在投靠朋友地方居住於葵涌石籬邨石寧樓17樓一單位，但警方經調查後便很快掌握此資料，並派出一隊共4名探員到達該單位一舉將陳文樂及阿佩捕獲。同一時間，多隊探員亦根據調查所得資料搜查多處地方，以期追捕梁勝祖及梁偉倫，包括他們之居住地址，但都不得要領。翌日，次被告梁勝祖主動投案，而第三被告梁偉倫在報章上得知事件，逃往廣西。由於知道梁已離境，警方遂將資料交給國際刑警、入境處和中国内地公安机关協助追捕，直至2000年2月14日（農曆正月初十），公安民警在執行其他任務時巧遇梁偉倫，因他未能出示身份證明文件，遭公安扣押，其後得悉他在港被通緝，被遞解出境，移交香港受審。（案件編號：CACC 522/2000）

## 審訊
2000年10月9日，案件於高等法院開審，法官選出7名男性擔任陪審團，主控官形容此碎屍案手法兇殘、核突嘔心，提醒陪審員要有心理準備，不要被案情、證物﹑相片影響了判斷，3名被告被控以謀殺罪、非法禁錮及阻止屍體合法殮葬共三項罪名。在調查初期，警方苦於沒有足夠證據，證明死者就是樊敏儀，但因被告已承認非法處理屍體等控罪，加上污點證人阿芳的口供，於是落案控告三人謀殺罪名。三名被告各自承認禁錮或阻止屍體合法殮葬，但全部否認謀殺罪，在自辯時亦互相推卸責任，如第二、三被告就聲稱一切都是受第一被告陳文樂所指使，後來的證人供詞指陳為黑社會和勝和的成員。在開庭首日，死者男友吳志遠、家姑及兇案現場樓下二樓的情侶，及樓上一住客均曾出庭作供。吳志遠指1999年3月13日後，已再沒有見過死者，家姑指案發當日有二人上門找死者，另外樓上、樓下住客亦曾聽到單位傳出女子的叫喊聲。審訊期間，警員經常要將案中的重要證物Hello Kitty洋娃娃搬入法庭，亦要將女死者的頭骨、藏屍冰箱及煮屍用的瓦煲呈堂，使屍臭傳遍整個法庭。

### 初審判刑
2000年11月，審訊進入尾聲。法官阮雲道指，控方證人均力指首被告陳文樂是「大耳窿」（高利貸放債人）及參與販毒，但不管這些刑事案底是否真有其事，今次碎屍案陪審團只應集中判斷三名被告陳文樂、梁勝祖和梁偉倫有沒有毆打虐待和肢解樊敏儀。
辯方三位大律師表示，出任控方特赦證人的女童沒有親眼見到樊臨死前的情形，可能並非三名被告親手殺害樊等等，根據女童供詞又認為死者死因可能是自行吸食過量冰毒而死亡，辯方指即使死者在生前受盡折磨，受到三人殘酷對待，但最後令死者死亡原因是死者自行吸食過量冰毒。而控方反駁指死者自行吸食冰毒可能只是被告片面之詞，屬傳聞證供，陪審團不必接納。更指出辯方提出死者過量吸食過量冰毒徵狀亦有可能是毒癮發作及長期被毆打的徵狀。而根據梁勝祖口供，他事發後回到單位看到死者屍體耳朵有血滲出，證明死者是死於強烈毆打。
基於案件複雜程度，法官阮雲道派發數十頁筆記指引導審團作出判決，指引提出幾項大原則。第一，只有兩個說法被提出過，分別是死者是死於毆打及死於吸食過量冰毒。第二，控方指出死者是死於被告毆打，及辯方指出死者是死於吸食過量冰毒。第三，陪審團必須在毫無合理疑點下證明受害人死於被告毆打，才可裁決被告謀殺或誤殺罪名成立。
2000年12月6日，陪審團以6:1大多數，裁定三被告謀殺罪名不成立，但是誤殺罪名則成立，法官阮雲道決定以誤殺罪中最嚴厲的判刑，判處3人終身監禁。阮雲道指他們服刑最少20年才可申請覆核減刑，並嚴斥被告嚴重危害社會，形容此案為近年從沒有聽過這樣殘忍、變態、墮落、暴力、麻木不仁、手段兇殘的案件，以這樣的手法加諸別人身上，連禽獸亦不會這樣對待同類。
阮雲道指考慮判決終身監禁的三個準則為：一，罪行的嚴重性是否需要判決較長刑期；二，視乎被告的性格、背景將來會否再犯；三：若再犯案會否為公眾帶來嚴重的後果，尤其是風化案及暴力罪行。阮雲道稱，雖然三被告的代表大律師求情力指他們不合乎上述條件，但法官認為三被告皆有嚴重心理變態、性慾倒錯傾向、精神不穩，視江湖道義為無物，幹盡違背良心的事情，與他們接觸的人絕對有危險，符合判決終身監禁的條件，法庭必須保障社會大眾。由於3人承認阻止屍體合法下葬罪，同被判監3年。陳文樂及梁偉倫承認非法禁錮罪，判監4年，而梁勝祖因不認罪，被判囚6年；最後兩項罪名與誤殺罪同期執行。三名被告聞判後，表情各異，首被告陳文樂表現冷靜，次被告眼眶發紅，第三被告則深深嘆一口氣，梁偉倫的兄長聞判大力擊打法庭玻璃。

### 上訴
三名被告被判終身監禁後，均提出上訴，但陳文樂與梁偉倫的申請被駁回，只有梁勝祖獲准上訴。上訴庭法官在判詞中指出，梁勝祖在死者遇害前一天沒有到案發單位，而原審法官在引導陪審團時，雖有要求陪審員考慮梁勝祖是否與其餘兩被告「合謀」殺死受害人，但卻沒有引導他們考慮梁的「離開」，是否足以終止與另兩人的「合謀」關係，上訴庭認為，原審程序上出現了重要錯誤，令定罪不穩妥，故推翻原判，案件發還重審。梁勝祖在上訴初期，否認誤殺，但重審時卻改口承認誤殺。辯方律師指梁的角色，與另外兩名被告不同。當他目睹受害人痛極呼喊，一度鼓勵受害人儘快還債，好讓她早日獲得釋放；而梁當日亦親自到警署投案自首；而他亦決心改過，在獄中參加基督教聚會接受教會薰陶；同時，自去年上訴得直之後，案件發還重審之後，他便一直感到困擾，故最後，他決定認罪。律師又表示梁至今已服刑5年，希望法官能考慮刑期的整體性而給予輕判。2004年3月，上訴庭法官高嘉樂基於案情嚴重，需時考慮適當的量刑起點，其後改判梁勝祖入獄18年。不過，梁於原審時承認非法禁錮及阻止屍體合法埋葬而被判刑9年，由於此罪名未提上訴，故原定罪仍會維持。被告梁勝祖已在2014年4月刑滿出獄。
| 被告姓名 | 案發年齡 | 初審判決 | 判詞摘要 | 上訴結果                                                         | 備註                           |
| 陳文樂   | 33歲     | 謀殺罪名不成立；誤殺罪名成立判處終身監禁；承認阻止屍體合法下葬罪判監3年；承認非法禁錮罪判監4年，刑期同期執行。   | 性格衝動，犯案時曾經使用過藥物，對死者的遭遇全無同情心，就算不能說他極端暴力，也肯定會對社會大眾造成一定危險。                                                                                     | 上訴申請被駁回                                                   | 最少服刑20年才可以申請覆核減刑 |
| 梁勝祖   | 26歲     | 謀殺罪名不成立；誤殺罪名成立判處終身監禁；承認阻止屍體合法下葬罪判監3年；非法禁錮罪名成立判監6年，刑期同期執行。 | 有反社會個性，有點心理變態，不遵守規律，為人易怒、短視，喜歡敵對和報復，充滿犯罪思想，價值觀紊亂，只顧自己，漠視他人權利。由於長時間暴露於暴力圈子，對不法行為已經失去敏感度，日後有可能再度犯案。 | 就誤殺罪提出上訴，上訴初期否認控罪，其後於重審時認罪，判監18年。 | 2014年4月刑滿出獄              |
| 梁偉倫   | 19歲     | 謀殺罪名不成立；誤殺罪名成立判處終身監禁；承認阻止屍體合法下葬罪判監3年；承認非法禁錮罪判監4年，刑期同期執行。   | 從小失去母親，缺乏親人照顧，長大後性格變得火爆、易怒，無法用溫和方式表達情緒，對弱者使用武力，欠缺同情心，醫生建議他接受心理治療，但要視乎他的改過決心和動機。                                     | 上訴申請被駁回                                                   | 最少服刑20年才可以申請覆核減刑 |

## 後續
案中死者樊敏儀的頭顱骨是案中唯一證物，在初審結束後，罕有地交由法醫保存在九龍公眾殮房，直至各犯人上訴程序結束，死者家人於2004年3月才獲通知領回頭顱，並於3月26日火化。
兇案單位唐樓已在案發13年後（2012年）拆卸，2016年重建成瑞生嘉威酒店，酒店在差不多完成工程外的圍版貼了3張佛像的藝術圖片，兇案位置現時是餐廳。
2022年1月6日，梁勝祖因涉嫌非禮女童於天水圍被捕，其後於2022年8月15日在西九龍裁判法院被裁定罪名成立，裁判官指梁勝祖雖然曾於2004年被裁定誤殺罪成，但此為多年前的案底，因此不會就此加刑，但明言不會以寬容方式處理本案，判處他監禁12個月（案件編號：WKCC 977/2022）。

## 改編作品

### 電影
此案件曾被改編成不少電影和電視劇。例如2000年的電影《人頭豆腐湯》、2001年的《烹屍之喪盡天良》亦有引入相關情節。

### 電視劇
亞洲電視劇集《危險人物》「人頭公仔頭」篇；無綫電視劇集《刑警》「童黨烤屍」單元。

## 相关都市传说
此案的殺人及棄屍手法殘暴，受到香港社會關注及媒體廣泛報導，更發生了不少被大眾視為靈異的不尋常事件。
1999年，在此案被揭發前，尖沙嘴軍裝巡邏隊女督察馮小燕曾經接獲市民報案，指案發單位傳出惡臭，馮小燕到場視察，期間曾跨過被棄於單位走廊藏着死者人頭的Hello Kitty洋娃娃，認為沒有可疑便離開單位，其後於2000年9月因感情問題在其住所燒炭身亡。
負責此案的法醫透露，當在法庭呈交包括死者的頭骨、Hello Kitty洋娃娃、烹屍用的瓦煲等證物時，整個法庭都充滿屍臭味道，而無論Hello Kitty洋娃娃呈交到甚麼地方，附近的燈都會有閃爍情況發生，在審訊期間，辯方律師指被告只是非法處理屍體，表示不用多談的時候，法庭上的燈光閃動大作，在場人士都感到愕然。但一位多次在庭上的旁聽人士否認此事，並稱只有警方在播放被告錄口供片段時燈閃了一下，並無其他異樣發生。此案法官阮雲道亦表示自己曾經審理過無數案件，但從來未遇過此案所出現的不尋常事件，而被告梁勝祖曾經向羈留所看守員表示，他在法庭上看到的女性，全部都是死者樊敏儀的容貌。
發生兇案的大廈述出現不尋常事件，一名不知道大廈曾經發生兇案的女子與朋友一起租住四樓的單位，與她的女性朋友表示經常在晚上聽到女人的哭聲，而當時樓下的單位並沒有人居住，該名女子則聽不到哭聲，但曾經在睡覺時出現睡眠瘫痪症情況，並透露曾經協助警方辨認犯人的四樓住客黃先生，其妻兒曾經於大廈樓梯遇見女鬼，後來舉家遷走。有讀者向媒體表示，位於大廈一樓及二樓的髮廊職員曾經於早上發現來歷不明的Hello Kitty玩偶，翻看閉路電視片段時更發現晚上關門後，髮廊內有人影在走動，而髮廊負責人則否認店舖曾經出現不尋常事件。香港玄學家陳定邦的妻子表示，2013年她在加連威老道的酒吧消遣期間，看到對面大廈單位內有一個女人的人頭盯著她，其後才知道那個單位正是此案的案發單位，後來陳定邦的父親陳果齊金剛上師在佛壇裡為死者超渡。